# Pipistrellus pygmaeus
El murciélago de Cabrera (Pipistrellus (Pipistrellus) pygmaeus) hasta hace poco se consideraba una subespecie de Pipistrellus pipistrellus. Sin embargo, estudios recientes llevados a cabo a lo largo de la década de los 90 demostraron que en realidad eran dos especies diferentes.[cita requerida]
P. pygmaeus es el murciélago más pequeño de la fauna europea, con un color de pelaje variable entre pardo-oliva y arenoso pálido. En general es un murciélago más claro que P. pipistrellus, presentando parches claros en la piel de la cara que le confieren un aspecto característico. El pelaje ventral es más claro, y el pelaje del dorso del uropatagio es más denso y extendido que el correspondiente de P. pipistrellus.
- Longitud de la cabeza y el cuerpo: entre 36 y 51 mm
- Longitud de la cola: de 27 a 48 mm
- Longitud del antebrazo: de 28 a 33,5 mm
- Peso: de 3,5 a 8,5 g

## Distribución
Se distribuye desde la península ibérica y desde el norte de África hasta el sur de Escandinavia. La especie parece extenderse sobre toda Europa, desde Escocia y el sur de Escandinavia hasta Iberia y Turquía, pero faltan citas en algunas regiones como el norte de los Balcanes y el sur de Italia. P. pygmaeus es más común en la zona norte y meridional de Europa, en Europa central está confinada a los valles de los grandes ríos. La distribución es más parcheada que en P. pipistrellus.
En España su distribución no está clara, la especie parece no estar presente en la Cornisa Cantábrica, Navarra o la cuenca del Duero. 

### Hábitat
Es una especie esencialmente fisurícola, que utiliza grietas y juntas de paredes y techos, huecos bajo tejas, contraventanas, cajas de persiana, etc. En el medio natural también aprovechan fracturas de paredes rocosas, huecos de nidales para pájaros, aunque también pueden usar grietas en el interior de las cuevas, árboles y minas. En el centro y este de Europa se han encontrado grandes grupos de invernada en iglesias y cavidades subterráneas, llegando a 100.000 individuos, este fenómeno no ha sido documentado en España.
Se comportan como animales generalistas que aprovechan como cazadero todo tipo de entorno, desde los medios urbanos a grandes zonas forestales. Pueden vivir desde el nivel del mar hasta los 2.000 metros, aunque en España las colonias pueden alcanzar los 1.500 metros en el sur y los 1.300 metros en el norte.

### Amenazas
A pesar de ser una especie común y no amenazada en la actualidad, diferentes fuentes coinciden en que hace unas décadas era más abundante. Para esta especie, las principales amenazas provienen de la transformación de los refugios, especialmente en épocas críticas (cría e hibernación), dado que suelen usar grietas u otros orificios en edificios habitados (rehabilitación). También son susceptibles a la intoxicación por biocidas, ya que gran parte de la población explota ecosistemas altamente antropizados, frecuentando los terrenos agrícolas. También pueden sufrir persecución directa en áreas urbanas.